# Ротковичи
Ро́тковичи (бел. Ро́ткавічы) — деревня в Сморгонском районе Гродненской области Белоруссии. Входит в состав Вишневского сельсовета, до 2016 года входила в состав Войстомского сельсовета.
Расположена у восточной границы района, к западу от реки Ганутка. Расстояние до районного центра Сморгонь по автодороге — 19,5 км, до центра сельсовета агрогородка Войстом по прямой — чуть более 9 км. Ближайшие населённые пункты — Заболотье, Мечаи, Новое Село. Площадь занимаемой территории составляет 0,3168 км², протяжённость границ 2650 м.

## История
Деревня отмечена на карте Шуберта (середина XIX века) под названием Роскевичи в составе Войстомской волости Свенцянского уезда Виленской губернии. В описи 1865 года значились как Роткевичи, насчитывали 17 дворов и 171 жителя православного вероисповедания.
После Советско-польской войны, завершившейся Рижским договором, в 1921 году Западная Белоруссия отошла к Польской Республике и деревня была включена в состав новообразованной сельской гмины Войстом Свенцянского повета Виленского воеводства. 1 января 1926 года гмина Войстом была переведена в состав Вилейского повета.
В 1938 году Ротковичи насчитывали 72 дыма (двора) и 354 души.
В 1939 году, согласно секретному протоколу, заключённому между СССР и Германией, Западная Белоруссия оказалась в сфере интересов советского государства и её территорию заняли войска Красной армии. Деревня вошла в состав новообразованного Сморгонского района Вилейской области БССР. После реорганизации административного-территориального деления БССР деревня была включена в состав новой Молодечненской области в 1944 году. В 1960 году, ввиду новой организации административно-территориального деления и упразднения Молодечненской области, Ротковичи вошли в состав Гродненской области.

## Население
| 1865 | 1938 | 1999 | 2009 |
| ---- | ---- | ---- | ---- |
| 171  | 354  | 56   | 38   |

## Транспорт
Через деревню проходит автомобильная дорога местного значения Н7391 Заболотье — Ротковичи.